# Korintski red
Korintski red (Korintski stil) je jedan od stilova u klasičnoj grčkoj arhitekturi karakteristična stupa s 24 kanelire i bazom poput jonske kojoj je dodatna kvadratna ploča plinta s kapitelom oblikovanim kao košara sa stiliziranim lišćem akanta. 
Najpoznatiji korintski hramovi su: Olimpejon u Ateni, hram u Tegeji i dr.
U helenističko doba primjenjuje se vrlo često, a u rimsko doba prevladava zbog svoje dekorativnosti (kao npr. Augustov hram u Puli).
Rimljani ga kombiniraju s elementima jonskog stupa čime nastaje tzv. Kompozitni red.

## Pogledajte i ovo
- Dorski red
- Toskanski red
- Jonski red
- Kompozitni red
- Umjetnost stare Grčke
- Konstrukcije

## Vanjske poveznice
- "Buffalo, New York, kao muzej arhitekture"  Arhivirana inačica izvorne stranice od 22. veljače 2008. (Wayback Machine)
- Hram Epikurejskog Apolona u Bassae.  Arhivirana inačica izvorne stranice od 9. travnja 2007. (Wayback Machine)